# Vonetta McGee
Lawrence Vonetta McGee (San Francisco, 14 januari 1945 – Berkeley, 9 juli 2010) was een Amerikaans actrice.
McGee maakte haar filmdebuut in 1968 als hoofdrolspeelster in de Italiaanse komedie Faustina. In hetzelfde jaar speelde zij met Jean-Louis Trintignant en Klaus Kinski in de western The Great Silence. Zij werd vooral bekend door haar rollen in de blaxploitation-films Melinda en Hammer uit 1972.
In de actiethriller Shaft in Africa (1973) speelde McGee de rol van Aleme, de dochter van een emir, die John Shaft (Richard Roundtree) les geeft over de geografie van Ethiopië. Met Clint Eastwood speelde zij in de actiethriller The Eiger Sanction (1975).
McGee was sinds 1987 gehuwd met de acteur Carl Lumbly. Ze overleed op 65-jarige leeftijd aan een hartstilstand. 

## Filmografie (selectie)
- 1968: Faustina
- 1968: Il grande silenzio
- 1969: The Lost Man
- 1970: The Kremlin Letter
- 1972: Melinda
- 1972: Blacula
- 1972: Hammer
- 1973: Detroit 9000
- 1973: Shaft in Africa
- 1975: The Eiger Sanction
- 1977: Brothers
- 1978: Superdome
- 1984: Repo Man
- 1984-1986: Cagney and Lacey (tv-serie)
- 1985: Hell Town
- 1987: Bustin' Loose (tv-serie)
- 1989-1990: L.A. Law (tv-serie)
- 1990: To Sleep with Anger
- 1998: Johnny B Good